# Mario Roso de Luna
Mario Roso de Luna (15 mars 1872 – 8 novembre 1931) est un écrivain et scientifique, théosophe, franc-maçon espagnol, et membre de l'Athénée de Madrid.

## Biographie
Mario Roso de Luna est licencié en droit, en physique et en chimie. Passionné d'astronomie, il fait la découverte en 1893 d'une comète. Plus tard, il collabore à la rédaction en 1901 d'un dictionnaire encyclopédique illustré du castillan.
En 1903, il fait la découverte de la société théosophique qui marquera un tournant dans sa vie et sera déterminante dans le choix des sujets ésotériques de ses futurs ouvrages. Il donne de nombreuses conférences en Espagne et dans plusieurs pays d'Amérique du Sud (Argentine, Chili, Uruguay, Brésil), et fut reconnu pour son éloquence et son érudition. Il traduit l'œuvre de Helena Blavatsky, en espagnol. En 1928, il fonde à Madrid, avec Eduardo Alfonso, la Schola Philosophicae Initiationis.